# Convento do Carmo (Horta)

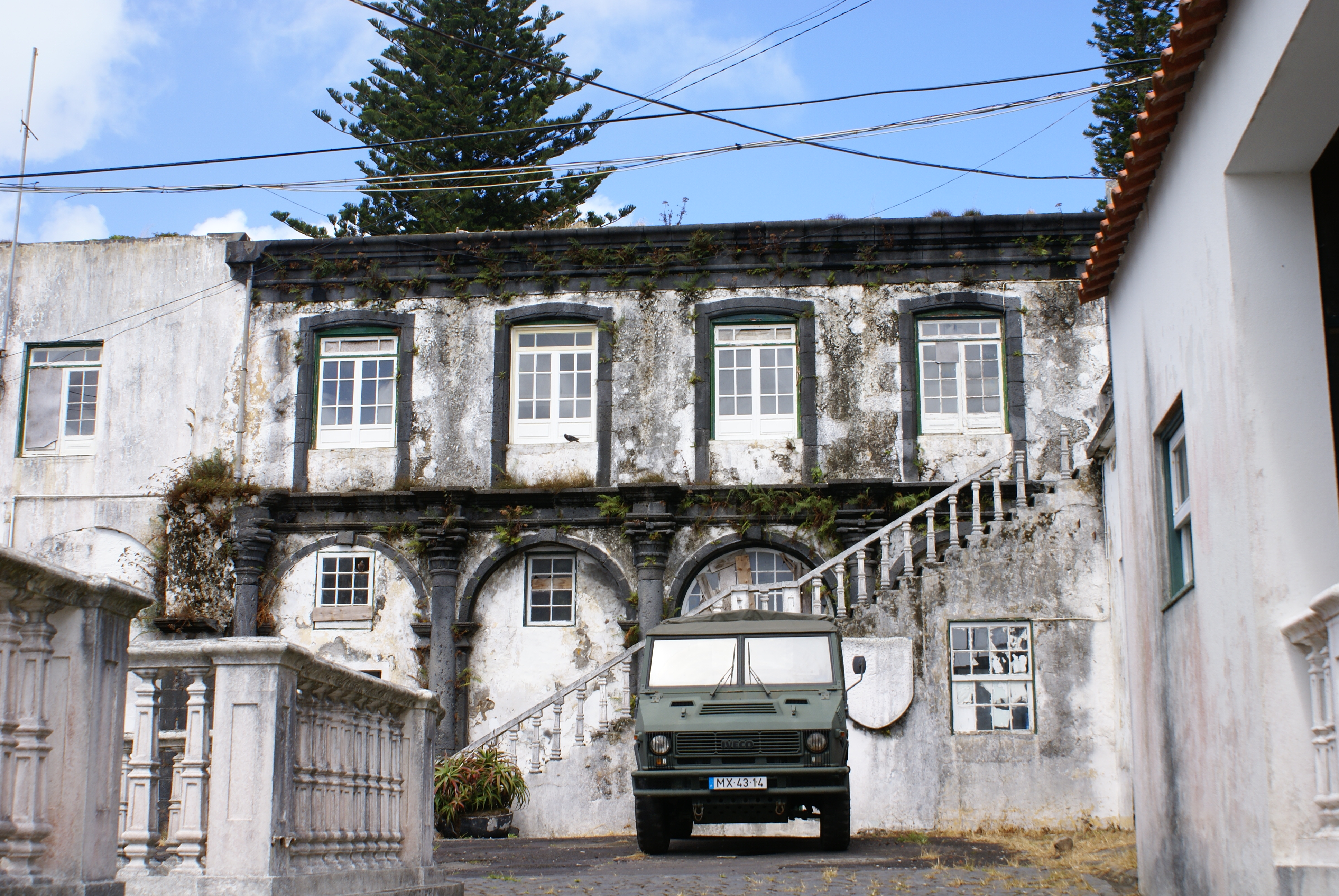
Convento do Carmo, anexo à Igreja de Nossa Senhora do Carmo, vista parcial da entrada.

O Convento do Carmo, também conhecido por Quartel do Carmo, é um convento português localizado no concelho da Horta, na ilha do Faial, no arquipélago dos Açores.
Está localizado num amplo patamar sobre a cidade e é dotado por uma esplêndida vista sobre os arredores da cidade, a baía e destaca-se também a sua frontalidade à ilha do Pico, que permite uma vista privilegiada sobre a sua montanha.
Foi recentemente adjudicado de modo a ser transformado num estabelecimento hoteleiro.

## História

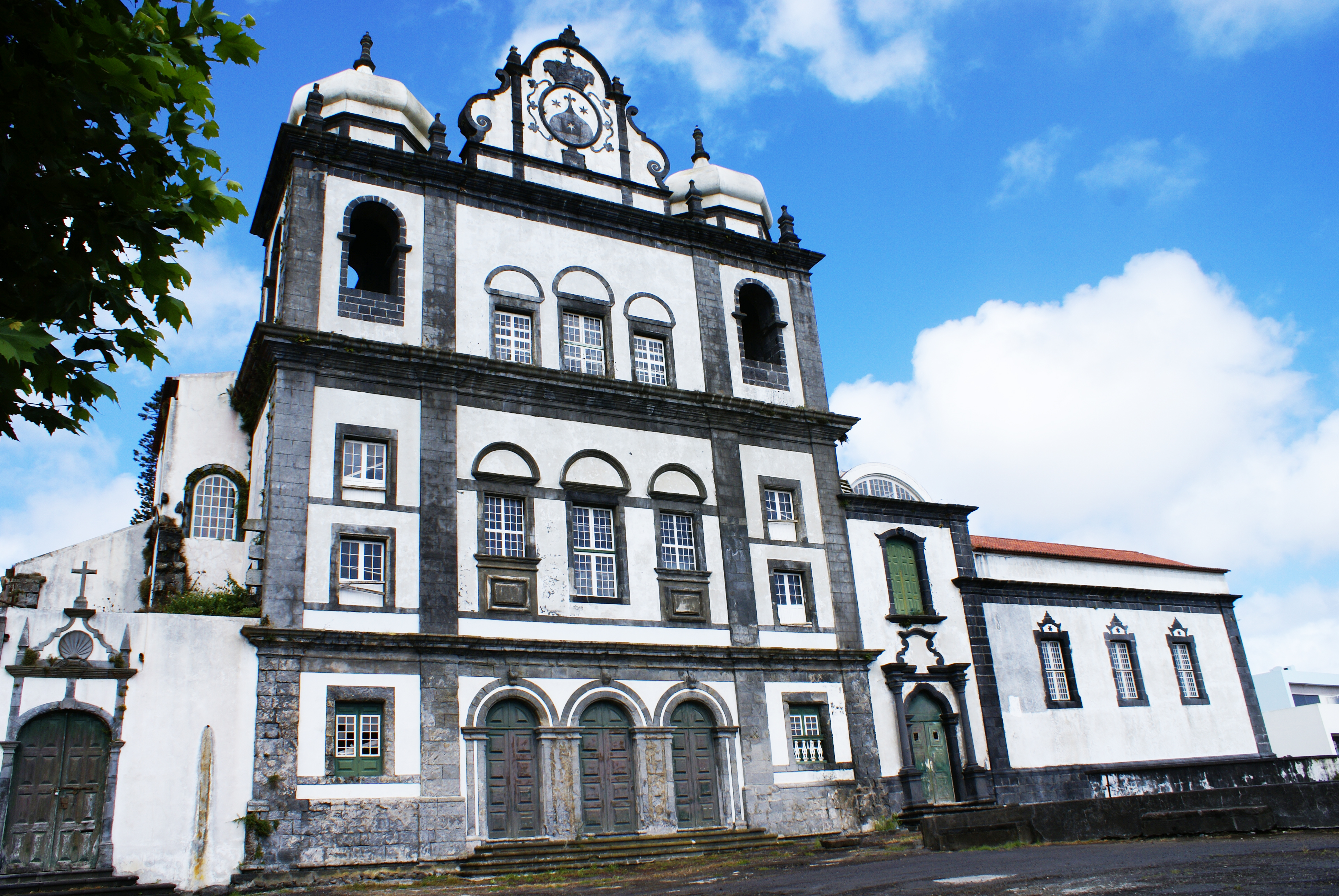
Igreja de Nossa Senhora do Carmo, anexa ao Convento do Carmo, fachada.

O Convento do Carmo da Horta teve o início da sua construção no Século XVII, mais precisamente em 1652 e por influência de D. Helena de Boim, esposa do então Capitão-mor Francisco Gil da Silveira.
Após a construção de uma capela que foi dedicada à evocação de Nossa Senhora da Boa Nova, D. Helena de Boim, decidiu criar um hospício, com o fim de alojar os frades da Ordem dos Carmelitas “que passam deste reino para os Estados do Brasil e do Maranhão, assim à ida como à volta”.
Para prover o convento, D. Helena de Boim viria a doar todos os seus bens à Ordem dos Carmelitas, que nos terrenos junto à capela deram início à construção de um mosteiro, e mais tarde à Igreja de Nossa Senhora do Carmo que lhe está anexa.
Na sequência da Extinção das Ordens Religiosas em Portugal em 1834, este convento foi entregue ao Estado de modo a acolher a Companhia de Infantaria da Horta e assim salvo do abandono em 1836 devido à intervenção de António de Ávila, que viria a ser o futuro Duque de Ávila e Bolama, no reinado de D. Maria I. À data da extinção, contava apenas com doze professores e três leigos. 
O edifício atual não é completamente igual ao original, sendo maioritariamente fruto intervenções de restauro, demolição e ampliação do edifício original, obras estas que tiveram lugar em consequência da adaptação da estrutura ao acolhimento da Companhia de Infantaria da Horta, que nele instalou um aquartelamento de tropas após ter sido entregue ao Estado no séc. XIX, e do forte sismo de 1926 que deixou o imóvel muito fragilizado. Até 2008, desempenhou esta função de Quartel Militar.
São ainda remanescentes do edifício original do convento uma parte integral das arcadas do claustro, dotadas de elementos decorativos minuciosos esculpidos em basalto, bem como algumas abóbadas em berço e o espaço do antigo refeitório, ainda com a secção dedicada ao antigo púlpito, e a sacristia da igreja também inserida no perímetro desta estrutura primitiva.
É também visível o antigo pórtico de entrada do convento, que foi pertença da antiga Igreja Matriz da Horta (da qual provém a atual Torre do Relógio da cidade).
Em 2016, o imóvel foi integrado no projeto REVIVE, que visa adaptar a estrutura de imóveis com contextos históricos elevados e em desuso a valências que promovam o turismo, e em 2019 foi adjudicado à empresa Lux Mundi que pretende adaptar o imóvel a um Hotel de 5 estrelas, a entrar em funcionamento nos próximos anos.